# Llista de topònims de Perpinyà
Llista de topònims (noms propis de lloc) de Perpinyà (Rosselló).
Informació actualitzada per un bot. Els canvis manuals es perdran quan s'actualitzi!

## avinguda
| imatge | Nom                            | Ubicat a | instància de | Detalls                         | coordenades                                                           | Protecció | Commons (més fotos) | Dades a WD                    |
| ------ | ------------------------------ | -------- | ------------ | ------------------------------- | --------------------------------------------------------------------- | --------- | ------------------- | ----------------------------- |
|        | avinguda de la Gran Bretanya   | Perpinyà | avinguda     | Anomenat per: Gran Bretanya     | 42° 41′ 58″ N, 2° 52′ 58″ E / 42.69947378803035°N,2.882707041428932°E |           |                     | Modifica les dades a Wikidata |
|        | avinguda del General de Gaulle | Perpinyà | avinguda     | Anomenat per: Charles de Gaulle | 42° 41′ 51″ N, 2° 53′ 03″ E / 42.69745°N,2.88424°E                    |           |                     | Modifica les dades a Wikidata |

## barri
| imatge | Nom                        | Ubicat a | instància de | Detalls  | coordenades                                                                 | Protecció                                                                    | Commons (més fotos)                    | Dades a WD                    |
| ------ | -------------------------- | -------- | ------------ | -------- | --------------------------------------------------------------------------- | ---------------------------------------------------------------------------- | -------------------------------------- | ----------------------------- |
|        | Barri Clémenceau           | Perpinyà | barri        |          | 42° 41′ 55″ N, 2° 53′ 24″ E / 42.698611111111°N,2.89°E                      |                                                                              |                                        | Modifica les dades a Wikidata |
|        | Castell Rosselló           | Perpinyà | barri        |          | 42° 42′ 40″ N, 2° 56′ 49″ E / 42.710972222222225°N,2.946825°E 41.2 msnm     |                                                                              | Château-Roussillon                     | Modifica les dades a Wikidata |
|        | Malloles                   | Perpinyà | barri poble  |          | 42° 41′ 08″ N, 2° 52′ 45″ E / 42.685458333333°N,2.8792583333333°E 36.4 msnm |                                                                              |                                        | Modifica les dades a Wikidata |
|        | Quartier des Remparts Nord | Perpinyà | barri        |          | 42° 42′ 05″ N, 2° 53′ 52″ E / 42.701472222222°N,2.8977222222222°E           | marca «Patrimoni del segle XX» marca «Arquitectura contemporània remarcable» |                                        | Modifica les dades a Wikidata |
|        | Quartier des Remparts Sud  | Perpinyà | barri        |          | 42° 41′ 29″ N, 2° 53′ 54″ E / 42.691277777778°N,2.8984166666667°E           | marca «Patrimoni del segle XX» marca «Arquitectura contemporània remarcable» |                                        | Modifica les dades a Wikidata |
|        | Sant Galdric               | Perpinyà | barri poble  |          | 42° 41′ 23″ N, 2° 54′ 38″ E / 42.689708°N,2.910631°E 40.4 msnm              |                                                                              |                                        | Modifica les dades a Wikidata |
|        | Sant Jaume                 | Perpinyà | barri        | 4749 hab | 42° 41′ 55″ N, 2° 54′ 03″ E / 42.698628°N,2.900787°E                        |                                                                              |                                        | Modifica les dades a Wikidata |
|        | Sant Mateu                 | Perpinyà | barri        |          | 42° 41′ 45″ N, 2° 53′ 30″ E / 42.695696°N,2.891594°E                        |                                                                              |                                        | Modifica les dades a Wikidata |
|        | barri de Sant Joan         | Perpinyà | barri        |          | 42° 42′ 00″ N, 2° 53′ 45″ E / 42.7°N,2.8958333333333°E                      |                                                                              |                                        | Modifica les dades a Wikidata |
|        | barri de l'Estació         | Perpinyà | barri        |          | 42° 41′ 51″ N, 2° 53′ 02″ E / 42.697416666667°N,2.8838611111111°E           |                                                                              |                                        | Modifica les dades a Wikidata |
|        | barri del Molí de Vent     | Perpinyà | barri        |          | 42° 40′ 55″ N, 2° 54′ 31″ E / 42.68194444444445°N,2.908611111111111°E       |                                                                              | Quartier du Moulin-à-Vent de Perpignan | Modifica les dades a Wikidata |
|        | barri dels Nous Bulevards  | Perpinyà | barri        |          | 42° 42′ 12″ N, 2° 54′ 12″ E / 42.703333333333°N,2.9033333333333°E           |                                                                              |                                        | Modifica les dades a Wikidata |
|        | el Vernet                  | Perpinyà | barri poble  |          | 42° 43′ 15″ N, 2° 53′ 08″ E / 42.720897°N,2.885564°E 32.7 msnm              |                                                                              |                                        | Modifica les dades a Wikidata |
|        | la Real                    | Perpinyà | barri        |          | 42° 41′ 50″ N, 2° 53′ 43″ E / 42.697112°N,2.895408°E                        |                                                                              |                                        | Modifica les dades a Wikidata |

## capella
| imatge | Nom                                                                                | Ubicat a | instància de | Detalls                                | coordenades                                                        | Protecció | Commons (més fotos)                                           | Dades a WD                    |
| ------ | ---------------------------------------------------------------------------------- | -------- | ------------ | -------------------------------------- | ------------------------------------------------------------------ | --------- | ------------------------------------------------------------- | ----------------------------- |
|        | Crist Rei del Vernet                                                               | Perpinyà | capella      |                                        | 42° 42′ 40″ N, 2° 53′ 23″ E / 42.71114167°N,2.88984722°E 26.9 msnm |           | Chapelle du Christ-Roi du Vernet                              | Modifica les dades a Wikidata |
|        | El Devot Crist de Perpinyà                                                         | Perpinyà | capella      |                                        | 42° 42′ 02″ N, 2° 53′ 50″ E / 42.700477°N,2.89733°E 29.9 msnm      |           | Chapelle du Dévôt-Christ                                      | Modifica les dades a Wikidata |
|        | La Immaculada de la Clínica de Sant Roc                                            | Perpinyà | capella      |                                        | 42° 41′ 47″ N, 2° 53′ 10″ E / 42.69648889°N,2.88621389°E 31.3 msnm |           | Chapelle de l'Immaculée de la clinique Saint-Roch             | Modifica les dades a Wikidata |
|        | La Trinitat de la Llotja de Mar                                                    | Perpinyà | capella      | Estil: arquitectura gòtica             | 42° 41′ 59″ N, 2° 53′ 42″ E / 42.69964722°N,2.89488611°E 30.2 msnm |           | Chapelle de la loge de mer de Perpignan                       | Modifica les dades a Wikidata |
|        | Mare de Déu Jove de Perpinyà                                                       | Perpinyà | capella      |                                        | 42° 40′ 36″ N, 2° 53′ 03″ E / 42.67656389°N,2.88410556°E 44.1 msnm |           |                                                               | Modifica les dades a Wikidata |
|        | Mare de Déu de Lurdes de Perpinyà                                                  | Perpinyà | capella      |                                        | 42° 41′ 57″ N, 2° 53′ 29″ E / 42.69926667°N,2.89127778°E 28.4 msnm |           | Chapelle Notre-Dame-de-Lourdes de Perpignan                   | Modifica les dades a Wikidata |
|        | Mare de Déu de Lurdes de la Clínica dels Plàtans                                   | Perpinyà | capella      |                                        | 42° 42′ 12″ N, 2° 54′ 11″ E / 42.70340278°N,2.903025°E 25.6 msnm   |           | Chapelle Notre-Dame-de-Lourdes de la clinique des Plàtans     | Modifica les dades a Wikidata |
|        | Mare de Déu de l'Esperança de Perpinyà                                             | Perpinyà | capella      |                                        | 42° 40′ 57″ N, 2° 54′ 41″ E / 42.68240278°N,2.91137778°E 38.4 msnm |           |                                                               | Modifica les dades a Wikidata |
|        | Mare de Déu de l'Esperança de l'Hospital                                           | Perpinyà | capella      |                                        | 42° 42′ 05″ N, 2° 53′ 48″ E / 42.70129722°N,2.8966°E 30.2 msnm     |           | Chapelle Notre-Dame-de-l'Espérance de l'hôpital               | Modifica les dades a Wikidata |
|        | Mare de Déu de la Misericòrdia de Perpinyà                                         | Perpinyà | capella      |                                        | 42° 41′ 24″ N, 2° 53′ 08″ E / 42.68991667°N,2.88551111°E 34.8 msnm |           | Chapelle Notre-Dame-de-la-Miséricorde de Perpignan            | Modifica les dades a Wikidata |
|        | Mare de Déu del Carme de la Clínica la Rossellonesa                                | Perpinyà | capella      |                                        | 42° 43′ 14″ N, 2° 53′ 09″ E / 42.72054444°N,2.88569722°E 33.1 msnm |           |                                                               | Modifica les dades a Wikidata |
|        | Sant Cristòfol de la Clínica de Sant Cristòfol                                     | Perpinyà | capella      |                                        | 42° 42′ 58″ N, 2° 53′ 41″ E / 42.71608333°N,2.89464167°E 24.5 msnm |           |                                                               | Modifica les dades a Wikidata |
|        | Sant Galdric de Perpinyà                                                           | Perpinyà | capella      |                                        | 42° 41′ 21″ N, 2° 54′ 38″ E / 42.68926944°N,2.91052222°E 41 msnm   |           | Chapelle Saint-Galderic de Perpignan                          | Modifica les dades a Wikidata |
|        | Sant Joan Evangelista de Perpinyà                                                  | Perpinyà | capella      | Estil: art gòtic Llarg: 80m Ample: 18m | 42° 42′ 02″ N, 2° 53′ 52″ E / 42.70055°N,2.89776°E 30.3 msnm       |           | Chapelle Saint-Jean-l'Évangéliste de Perpignan                | Modifica les dades a Wikidata |
|        | Sant Joan Evangelista de Puig Otrer                                                | Perpinyà | capella      | Dedicat a: Joan Evangelista            | 42° 42′ 39″ N, 2° 57′ 26″ E / 42.71079444°N,2.95724167°E 34.2 msnm |           |                                                               | Modifica les dades a Wikidata |
|        | Sant Joan Evangelista de la Salle                                                  | Perpinyà | capella      | Dedicat a: Joan Evangelista            | 42° 41′ 53″ N, 2° 54′ 26″ E / 42.69816111°N,2.90715°E 46 msnm      |           |                                                               | Modifica les dades a Wikidata |
|        | Sant Joan del Claustre                                                             | Perpinyà | capella      |                                        | 42° 41′ 47″ N, 2° 53′ 52″ E / 42.69633889°N,2.89773611°E 40.4 msnm |           | Chapelle Saint-Jean du cloître de l'église de la Réal         | Modifica les dades a Wikidata |
|        | Sant Jordi de Perpinyà                                                             | Perpinyà | capella      |                                        | 42° 42′ 00″ N, 2° 53′ 58″ E / 42.70001944°N,2.89930833°E 35.2 msnm |           | Chapelle Saint-Georges de Perpignan                           | Modifica les dades a Wikidata |
|        | Sant Josep de Casa Meva                                                            | Perpinyà | capella      |                                        | 42° 41′ 59″ N, 2° 53′ 28″ E / 42.69979444°N,2.89114722°E 29 msnm   |           | Chapelle Saint-Joseph de Casa Meva                            | Modifica les dades a Wikidata |
|        | Sant Josep de Torremilà                                                            | Perpinyà | capella      |                                        | 42° 44′ 05″ N, 2° 51′ 23″ E / 42.73471944°N,2.856275°E 48.4 msnm   |           | Chapelle Saint-Joseph de Torremilà                            | Modifica les dades a Wikidata |
|        | Sant Josep del Vernet                                                              | Perpinyà | capella      |                                        | 42° 43′ 14″ N, 2° 53′ 08″ E / 42.72051667°N,2.88558056°E 33.4 msnm |           |                                                               | Modifica les dades a Wikidata |
|        | Sant Sagrament de Perpinyà                                                         | Perpinyà | capella      |                                        | 42° 41′ 59″ N, 2° 53′ 57″ E / 42.699669°N,2.899236°E 35.2 msnm     |           | Chapelle du Saint-Sacrement de Perpignan                      | Modifica les dades a Wikidata |
|        | Santa Bàrbara del Molí de Vent                                                     | Perpinyà | capella      |                                        | 42° 41′ 01″ N, 2° 54′ 18″ E / 42.68348333°N,2.90496667°E 52.9 msnm |           |                                                               | Modifica les dades a Wikidata |
|        | Santa Caterina del Vernet                                                          | Perpinyà | capella      |                                        | 42° 43′ 15″ N, 2° 53′ 10″ E / 42.720953°N,2.885986°E 31.7 msnm     |           |                                                               | Modifica les dades a Wikidata |
|        | Santa Joana d'Arc de Perpinyà                                                      | Perpinyà | capella      | Dedicat a: Joana d'Arc                 | 42° 41′ 50″ N, 2° 52′ 47″ E / 42.69725°N,2.879683°E 34.2 msnm      |           |                                                               | Modifica les dades a Wikidata |
|        | Santa Maria Magdalena del Palau dels Reis de Mallorca                              | Perpinyà | capella      | Dedicat a: Maria Magdalena             | 42° 41′ 38″ N, 2° 53′ 46″ E / 42.693967°N,2.896°E 62.8 msnm        |           | Santa Maria Magdalena del Palau dels Reis de Mallorca         | Modifica les dades a Wikidata |
|        | Santa Maria de Perpinyà                                                            | Perpinyà | capella      |                                        | 42° 42′ 00″ N, 2° 53′ 54″ E / 42.699989°N,2.898389°E 29.3 msnm     |           |                                                               | Modifica les dades a Wikidata |
|        | Santa Maria del Convent de Sant Domènec                                            | Perpinyà | capella      |                                        | 42° 42′ 01″ N, 2° 53′ 58″ E / 42.700189°N,2.899372°E 34.6 msnm     |           | Chapelle Sainte-Marie du couvent des Dominicains de Perpignan | Modifica les dades a Wikidata |
|        | capella de Sant Domènec                                                            | Perpinyà | capella      |                                        | Sant Domènec de Perpinyà                                           |           |                                                               | Modifica les dades a Wikidata |
|        | capella de la llar Natzaret i de la congregació de les Filles de Jesús de Perpinyà | Perpinyà | capella      |                                        | 42° 42′ 48″ N, 2° 53′ 21″ E / 42.71336°N,2.8893°E                  |           |                                                               | Modifica les dades a Wikidata |
|        | capella de la parròquia de Sant Martí                                              | Perpinyà | capella      |                                        |                                                                    |           |                                                               | Modifica les dades a Wikidata |
|        | capella de les Germanetes dels Pobres de Vertefeuille                              | Perpinyà | capella      |                                        | 42° 40′ 21″ N, 2° 54′ 21″ E / 42.672475°N,2.90587°E                |           |                                                               | Modifica les dades a Wikidata |

## capella dins d'una d'església
| imatge | Nom                      | Ubicat a | instància de                  | Detalls | coordenades                                                                                   | Protecció | Commons (més fotos) | Dades a WD                    |
| ------ | ------------------------ | -------- | ----------------------------- | ------- | --------------------------------------------------------------------------------------------- | --------- | ------------------- | ----------------------------- |
|        | Sant Miquel de Perpinyà  | Perpinyà | capella dins d'una d'església |         | 42° 42′ 03″ N, 2° 53′ 49″ E / 42.70078056°N,2.89695°E Sant Joan el Vell de Perpinyà 30.4 msnm |           |                     | Modifica les dades a Wikidata |
|        | Santa Maria dels Còrrecs | Perpinyà | capella dins d'una d'església |         | 42° 42′ 03″ N, 2° 53′ 48″ E / 42.700839°N,2.896803°E Catedral de Perpinyà 30.4 msnm           |           |                     | Modifica les dades a Wikidata |

## carrer
| imatge | Nom                         | Ubicat a | instància de                      | Detalls                              | coordenades                                                  | Protecció | Commons (més fotos)                | Dades a WD                    |
| ------ | --------------------------- | -------- | --------------------------------- | ------------------------------------ | ------------------------------------------------------------ | --------- | ---------------------------------- | ----------------------------- |
|        | Carrer Nou                  | Perpinyà | carrer                            |                                      | 42° 41′ 50″ N, 2° 53′ 37″ E / 42.697164°N,2.893613°E 31 msnm |           | Rue Neuve (Perpignan)              | Modifica les dades a Wikidata |
|        | Rue du Pressoir             | Perpinyà | carrer                            |                                      | 42° 41′ 49″ N, 2° 53′ 46″ E / 42.69701°N,2.89621°E           |           | Rue du Pressoir (Perpignan)        | Modifica les dades a Wikidata |
|        | avinguda de Louis Torcatis  | Perpinyà | carrer                            | Anomenat per: Lluís Torcatis         | 42° 42′ 13″ N, 2° 53′ 22″ E / 42.70365°N,2.88932°E           |           | Avenue Louis Torcatis (Perpignan)  | Modifica les dades a Wikidata |
|        | avinguda del Llenguadoc     | Perpinyà | carrer                            | Anomenat per: Llenguadoc             |                                                              |           |                                    | Modifica les dades a Wikidata |
|        | carrer General Derroja      | Perpinyà | carrer                            |                                      | 42° 41′ 47″ N, 2° 53′ 43″ E / 42.69652°N,2.89531°E           |           | Rue Général Derroja (Perpignan)    | Modifica les dades a Wikidata |
|        | carrer d'Alphonse Simon     | Perpinyà | carrer                            | Anomenat per: Alphonse Simon         | 42° 42′ 08″ N, 2° 53′ 34″ E / 42.70232°N,2.89287°E           |           | Rue Alphonse Simon (Perpignan)     | Modifica les dades a Wikidata |
|        | carrer d'Amiral Ribeil      | Perpinyà | carrer                            |                                      | 42° 42′ 00″ N, 2° 53′ 50″ E / 42.69988°N,2.8973°E            |           | Rue Amiral Ribeil (Perpignan)      | Modifica les dades a Wikidata |
|        | carrer d'Emmanuel Brousse   | Perpinyà | carrer                            | Anomenat per: Emmanuel Brousse       | 42° 41′ 58″ N, 2° 53′ 38″ E / 42.69939°N,2.89387°E           |           | Rue Emmanuel Brousse (Perpignan)   | Modifica les dades a Wikidata |
|        | carrer d'Honoré de Balzac   | Perpinyà | carrer                            |                                      | 42° 42′ 02″ N, 2° 54′ 05″ E / 42.70057°N,2.90133°E           |           | Rue Honoré de Balzac (Perpignan)   | Modifica les dades a Wikidata |
|        | carrer de François Rabelais | Perpinyà | carrer                            |                                      | 42° 42′ 02″ N, 2° 53′ 59″ E / 42.70062°N,2.89971°E           |           | Rue François Rabelais (Perpignan)  | Modifica les dades a Wikidata |
|        | carrer de Lazare Escarguel  | Perpinyà | carrer                            | Anomenat per: Lazare Escarguel       | 42° 41′ 59″ N, 2° 53′ 38″ E / 42.69964°N,2.89381°E           |           | Rue Lazare Escarguel (Perpignan)   | Modifica les dades a Wikidata |
|        | carrer de Louis Blanc       | Perpinyà | carrer                            |                                      | 42° 42′ 01″ N, 2° 53′ 41″ E / 42.70017°N,2.89465°E           |           | Rue Louis Blanc (Perpignan)        | Modifica les dades a Wikidata |
|        | carrer de París             | Perpinyà | carrer                            | Anomenat per: París                  | 42° 41′ 42″ N, 2° 52′ 58″ E / 42.695062°N,2.882724°E         |           |                                    | Modifica les dades a Wikidata |
|        | carrer de Pierre Cartelet   | Perpinyà | carrer                            |                                      |                                                              |           |                                    | Modifica les dades a Wikidata |
|        | carrer de la Barra          | Perpinyà | carrer                            |                                      | 42° 41′ 57″ N, 2° 53′ 41″ E / 42.69922°N,2.89469°E           |           | Rue de la Barre (Perpignan)        | Modifica les dades a Wikidata |
|        | carrer de la Llotja         | Perpinyà | carrer                            | Anomenat per: Llotja de Perpinyà     | 42° 41′ 58″ N, 2° 53′ 39″ E / 42.69934°N,2.89424°E           |           | Rue de la Loge (Perpignan)         | Modifica les dades a Wikidata |
|        | carrer de la Mà de Ferro    | Perpinyà | carrer                            |                                      | 42° 41′ 57″ N, 2° 53′ 50″ E / 42.69916°N,2.89709°E           |           | Rue de la Main de Fer (Perpignan)  | Modifica les dades a Wikidata |
|        | carrer de la Peixoneria     | Perpinyà | carrer                            | Anomenat per: peixateria             | 42° 41′ 51″ N, 2° 53′ 37″ E / 42.697627°N,2.893553°E 30 msnm |           | Rue de la Poissonnerie (Perpignan) | Modifica les dades a Wikidata |
|        | carrer del Carme            | Perpinyà | carrer                            | Anomenat per: Orde dels Carmelites   | 42° 41′ 48″ N, 2° 54′ 03″ E / 42.696611°N,2.900702°E 38 msnm |           | Rue des Carmes (Perpignan)         | Modifica les dades a Wikidata |
|        | carrer del Cavallet         | Perpinyà | carrer                            |                                      | 42° 41′ 52″ N, 2° 53′ 36″ E / 42.697716°N,2.893252°E 30 msnm |           | Rue du Chevalet (Perpignan)        | Modifica les dades a Wikidata |
|        | carrer del Doctor Zamenoff  | Perpinyà | carrer objecte Zamenhof-Esperanto | Anomenat per: Ludwik Lejzer Zamenhof | 42° 41′ 49″ N, 2° 53′ 26″ E / 42.696968°N,2.890692°E         |           |                                    | Modifica les dades a Wikidata |
|        | carrer del Jeu de Paume     | Perpinyà | carrer                            |                                      | 42° 41′ 54″ N, 2° 54′ 08″ E / 42.69838°N,2.90219°E           |           | Rue du Jeu de Paume (Perpignan)    | Modifica les dades a Wikidata |
|        | carrer dels Agustins        | Perpinyà | carrer                            | Anomenat per: Agustinians            | 42° 41′ 51″ N, 2° 53′ 37″ E / 42.697488°N,2.89371°E 30 msnm  |           | Rue des Augustins (Perpignan)      | Modifica les dades a Wikidata |
|        | carreró de la Divisió       | Perpinyà | carrer                            |                                      | 42° 41′ 55″ N, 2° 53′ 37″ E / 42.69875°N,2.89362°E           |           | Impasse de la Division (Perpignan) | Modifica les dades a Wikidata |
|        | moll de Sébastien Vauban    | Perpinyà | carrer                            |                                      |                                                              |           |                                    | Modifica les dades a Wikidata |

## casa
| imatge | Nom                                     | Ubicat a | instància de | Detalls                               | coordenades                                                                            | Protecció                     | Commons (més fotos)                           | Dades a WD                    |
| ------ | --------------------------------------- | -------- | ------------ | ------------------------------------- | -------------------------------------------------------------------------------------- | ----------------------------- | --------------------------------------------- | ----------------------------- |
|        | Casa al carrer les fàbriques d'en Nebot | Perpinyà | casa         |                                       | 42° 42′ 00″ N, 2° 53′ 38″ E / 42.6999°N,2.894°E fr:3, rue des Fabriques-Nabot          | monument històric inventariat | Maison, 3 rue des Fabriques-Nabot (Perpignan) | Modifica les dades a Wikidata |
|        | Casa de Bernat Xanxo                    | Perpinyà | casa         | Estil: gòtic català                   | 42° 41′ 56″ N, 2° 53′ 50″ E / 42.699°N,2.8971°E carrer de la Mà de Ferro — 8 31.9 msnm | monument històric catalogat   | Casa Xanxo                                    | Modifica les dades a Wikidata |
|        | casa Combe-Jacomet                      | Perpinyà | casa         | Arquitecte: Viggo Dorph-Petersen 1890 | fr:6 rue Courteline                                                                    |                               | Maison Combe-Jacomet                          | Modifica les dades a Wikidata |

## caserna
| imatge | Nom                   | Ubicat a | instància de | Detalls | coordenades                                                                                             | Protecció                     | Commons (més fotos)   | Dades a WD                    |
| ------ | --------------------- | -------- | ------------ | ------- | --- | ----------------------------- | --------------------- | ----------------------------- |
|        | caserna de Sant Jaume | Perpinyà | caserna      |         | 42° 41′ 56″ N, 2° 54′ 05″ E / 42.6988°N,2.9015°E fr:rue de la Caserne-Saint-Jacques fr:rue Louis-Bausil | monument històric inventariat | Caserne Saint-Jacques | Modifica les dades a Wikidata |
|        | caserna de Sant Martí | Perpinyà | caserna      |         | |                               |                       | Modifica les dades a Wikidata |

## castell
| imatge | Nom                         | Ubicat a | instància de | Detalls                                             | coordenades                                                        | Protecció                                                 | Commons (més fotos)                        | Dades a WD                    |
| ------ | --------------------------- | -------- | ------------ | --------------------------------------------------- | ------------------------------------------------------------------ | --------------------------------------------------------- | ------------------------------------------ | ----------------------------- |
|        | Castell Rosselló            | Perpinyà | castell      |                                                     | 42° 42′ 40″ N, 2° 56′ 48″ E / 42.71119444°N,2.94655556°E 42.2 msnm |                                                           |                                            | Modifica les dades a Wikidata |
|        | Palau dels Reis de Mallorca | Perpinyà | castell      | Arquitecte: Pons Descoyl Estil: arquitectura gòtica | 42° 41′ 38″ N, 2° 53′ 44″ E / 42.693888888889°N,2.8955555555556°E  | monument històric inventariat monument històric catalogat | Palace of the Kings of Majorca (Perpignan) | Modifica les dades a Wikidata |
|        | muralles de Perpinyà        | Perpinyà | castell      |                                                     | 42° 42′ 02″ N, 2° 53′ 38″ E / 42.7006°N,2.89399°E                  |                                                           | City walls of Perpignan                    | Modifica les dades a Wikidata |

## cementiri
| imatge | Nom                                 | Ubicat a | instància de                                        | Detalls | coordenades                                              | Protecció                   | Commons (més fotos)      | Dades a WD                    |
| ------ | ----------------------------------- | -------- | --------------------------------------------------- | ------- | -------------------------------------------------------- | --------------------------- | ------------------------ | ----------------------------- |
|        | Campo Santo de Perpinyà             | Perpinyà | cementiri claustre Ús: cementiri sala d'espectacles |         | 42° 42′ 01″ N, 2° 53′ 51″ E / 42.7003°N,2.8974°E 30 msnm | monument històric catalogat | Campo Santo de Perpignan | Modifica les dades a Wikidata |
|        | cementiri de Sant Jaume de Perpinyà | Perpinyà | cementiri                                           |         | 42° 41′ 49″ N, 2° 54′ 44″ E / 42.6969°N,2.9123°E         |                             |                          | Modifica les dades a Wikidata |
|        | cementiri de Sant Martí de Perpinyà | Perpinyà | cementiri                                           |         | 42° 41′ 33″ N, 2° 53′ 22″ E / 42.69246°N,2.88954°E       |                             |                          | Modifica les dades a Wikidata |
|        | cementiri de l’Alt Vernet           | Perpinyà | cementiri                                           |         | 42° 43′ 42″ N, 2° 53′ 29″ E / 42.7283°N,2.8914°E         |                             |                          | Modifica les dades a Wikidata |
|        | cementiri de l’Oest                 | Perpinyà | cementiri                                           |         | 42° 41′ 07″ N, 2° 53′ 26″ E / 42.68536°N,2.89061°E       |                             |                          | Modifica les dades a Wikidata |
|        | cementiri del Sud de Perpinyà       | Perpinyà | cementiri                                           |         | 42° 39′ 56″ N, 2° 52′ 03″ E / 42.6656°N,2.8674°E         |                             |                          | Modifica les dades a Wikidata |

## comanda
| imatge | Nom                 | Ubicat a | instància de                                                                       | Detalls | coordenades                                         | Protecció | Commons (més fotos) | Dades a WD                    |
| ------ | ------------------- | -------- | ---------------------------------------------------------------------------------- | ------- | --------------------------------------------------- | --------- | ------------------- | ----------------------------- |
|        | Bajoles             | Perpinyà | comanda comanda templera comanda de l'orde de l'Hospital de Sant Joan de Jerusalem |         | 42° 42′ 40″ N, 2° 56′ 48″ E / 42.711045°N,2.94661°E |           |                     | Modifica les dades a Wikidata |
|        | Comanda de Perpinyà | Perpinyà | comanda                                                                            |         |                                                     |           |                     | Modifica les dades a Wikidata |

## convent
| imatge | Nom                               | Ubicat a | instància de              | Detalls                      | coordenades                                                                                | Protecció                                                 | Commons (més fotos)                                 | Dades a WD                    |
| ------ | --------------------------------- | -------- | ------------------------- | ---------------------------- | ------------------------------------------------------------------------------------------ | --------------------------------------------------------- | --------------------------------------------------- | ----------------------------- |
|        | Convent de la Mercè de Perpinyà   | Perpinyà | convent                   | Estat: enderrocat o destruït | 42° 41′ 40″ N, 2° 53′ 29″ E / 42.694583333333°N,2.8914583333333°E 37.3 msnm                |                                                           |                                                     | Modifica les dades a Wikidata |
|        | Convent dels Mínims de Perpinyà   | Perpinyà | convent                   |                              | 42° 41′ 58″ N, 2° 54′ 02″ E / 42.699444444444°N,2.9005555555556°E 40.3 msnm                | monument històric inventariat                             | Couvent des Minimes (Perpignan)                     | Modifica les dades a Wikidata |
|        | Sant Domènec de Perpinyà          | Perpinyà | convent                   |                              | 42° 42′ 02″ N, 2° 53′ 56″ E / 42.7006°N,2.8989°E carrer de François Rabelais — 8 47.3 msnm | monument històric catalogat                               | Couvent des Frères Prêcheurs                        | Modifica les dades a Wikidata |
|        | Sant Josep del Puig               | Perpinyà | convent                   | Estat: enderrocat o destruït | 42° 41′ 58″ N, 2° 54′ 04″ E / 42.699558333333°N,2.9011361111111°E 45.2 msnm                |                                                           | Couvent des Carmes Déchaux Saint-Joseph (Perpignan) | Modifica les dades a Wikidata |
|        | Sant Salvador de Perpinyà         | Perpinyà | convent                   |                              | 42° 41′ 51″ N, 2° 53′ 56″ E / 42.6974°N,2.8989°E fr:impasse Émile-Zola 34.5 msnm           | monument històric inventariat sector salvat               | Couvent des Dames de Saint-Sauveur                  | Modifica les dades a Wikidata |
|        | Santa Clara de Perpinyà           | Perpinyà | convent Ús: presó convent |                              | 42° 41′ 47″ N, 2° 53′ 43″ E / 42.6964°N,2.8953°E 35.9 msnm                                 | monument històric catalogat monument històric inventariat | Couvent Sainte Claire de Perpignan                  | Modifica les dades a Wikidata |
|        | Santa Clara del Vernet            | Perpinyà | convent                   |                              | 42° 42′ 40″ N, 2° 53′ 21″ E / 42.710980555556°N,2.8892111111111°E 26.5 msnm                |                                                           | Couvent Sainte-Claire du Vernet                     | Modifica les dades a Wikidata |
|        | Santa Maria Magdalena de Perpinyà | Perpinyà | convent                   |                              | 42° 41′ 50″ N, 2° 53′ 36″ E / 42.697086111111°N,2.89325°E 30 msnm                          |                                                           |                                                     | Modifica les dades a Wikidata |

## edifici
| imatge | Nom                                       | Ubicat a | instància de                                     | Detalls                                                | coordenades                                                                                               | Protecció                   | Commons (més fotos)                 | Dades a WD                    |
| ------ | ----------------------------------------- | -------- | ------------------------------------------------ | ------------------------------------------------------ | --- | --------------------------- | ----------------------------------- | ----------------------------- |
|        | Casa Julià                                | Perpinyà | edifici                                          |                                                        | 42° 42′ 00″ N, 2° 53′ 39″ E / 42.6999°N,2.89408°E fr:2, rue des Fabriques-Nabot 28.2 msnm                 | monument històric catalogat | Maison Julia                        | Modifica les dades a Wikidata |
|        | Casa de la Ciutat de Perpinyà             | Perpinyà | edifici instal·lació Ús: seu del govern local    |                                                        | 42° 41′ 58″ N, 2° 53′ 41″ E / 42.699462°N,2.894707°E fr:PL DE LA LOGE, 66931 PERPIGNAN CEDEX 30.3 msnm    | monument històric catalogat | Hôtel de ville de Perpignan         | Modifica les dades a Wikidata |
|        | Castell del Vernet                        | Perpinyà | edifici                                          |                                                        | 42° 43′ 12″ N, 2° 53′ 06″ E / 42.719865°N,2.885008°E 32.9 msnm                                            |                             |                                     | Modifica les dades a Wikidata |
|        | Centre d'Art Contemporani Walter Benjamin | Perpinyà | edifici contemporary arts centre exposició d'art | Anomenat per: Walter Benjamin                          | 42° 41′ 51″ N, 2° 53′ 32″ E / 42.697441°N,2.892264°E                                                      |                             |                                     | Modifica les dades a Wikidata |
|        | Mota de Tanyeres                          | Perpinyà | edifici                                          |                                                        | 42° 40′ 20″ N, 2° 52′ 42″ E / 42.67215833°N,2.87824722°E 92.2 msnm                                        |                             |                                     | Modifica les dades a Wikidata |
|        | Museu de l'Aviació de Perpinyà            | Perpinyà | edifici                                          | 1833                                                   | 42° 39′ 21″ N, 2° 54′ 22″ E / 42.655963°N,2.906249°E                                                      |                             |                                     | Modifica les dades a Wikidata |
|        | Palau Comtal de Perpinyà                  | Perpinyà | edifici                                          |                                                        | 42° 42′ 04″ N, 2° 53′ 49″ E / 42.70115556°N,2.89697222°E 30.4 msnm                                        |                             |                                     | Modifica les dades a Wikidata |
|        | Palau de la Diputació de Perpinyà         | Perpinyà | edifici                                          |                                                        | 42° 41′ 58″ N, 2° 53′ 40″ E / 42.6994°N,2.8944°E 29.9 msnm                                                | monument històric catalogat | Palais de la Députation (Perpignan) | Modifica les dades a Wikidata |
|        | Palau de les Corts                        | Perpinyà | edifici                                          | Arquitecte: Guillem Sagrera Estil: arquitectura gòtica | 42° 41′ 55″ N, 2° 53′ 47″ E / 42.698621°N,2.896378°E fr:26 Rue de l'Argenterie, 66000 Perpignan 32.8 msnm |                             | Palais des Corts                    | Modifica les dades a Wikidata |
|        | Palmarium                                 | Perpinyà | edifici Ús: centre cultural restaurant           | 1907                                                   | 42° 41′ 56″ N, 2° 53′ 32″ E / 42.698841°N,2.892104°E fr:Place François Arago 66000 Perpignan              |                             | Palmarium                           | Modifica les dades a Wikidata |
|        | borsa de treball de Perpinyà              | Perpinyà | edifici                                          |                                                        | 42° 41′ 54″ N, 2° 53′ 50″ E / 42.69825°N,2.8971666666667°E fr:place Rigaud                                | sector salvat               |                                     | Modifica les dades a Wikidata |

## edifici de pisos
| imatge | Nom                                              | Ubicat a | instància de     | Detalls                               | coordenades                                                              | Protecció                                     | Commons (més fotos)                       | Dades a WD                    |
| ------ | ------------------------------------------------ | -------- | ---------------- | ------------------------------------- | ------------------------------------------------------------------------ | --------------------------------------------- | ----------------------------------------- | ----------------------------- |
|        | Edifici del carrer dels Abeuradors               | Perpinyà | edifici de pisos |                                       | 42° 42′ 02″ N, 2° 53′ 45″ E / 42.7005°N,2.8958°E fr:2 rue des Abreuvoirs | monument històric inventariat                 | Immeuble, 2 rue des Abreuvoirs, Perpignan | Modifica les dades a Wikidata |
|        | La demeure Bardou                                | Perpinyà | edifici de pisos | 1886 1901                             | avinguda del General de Gaulle — 14                                      |                                               | La Demeure Bardou                         | Modifica les dades a Wikidata |
|        | edifici Bardou-Ribo                              | Perpinyà | edifici de pisos | Arquitecte: Viggo Dorph-Petersen 1886 | fr:place de catalogne                                                    |                                               | Immeuble Bardou-Ribo                      | Modifica les dades a Wikidata |
|        | edifici Gibrat                                   | Perpinyà | edifici de pisos | Arquitecte: Viggo Dorph-Petersen 1909 | fr:7 avenue des Palmiers                                                 |                                               |                                           | Modifica les dades a Wikidata |
|        | edifici carrer de la Barra 10                    | Perpinyà | edifici de pisos |                                       | carrer de la Barra — 10                                                  | marca «Arquitectura contemporània remarcable» |                                           | Modifica les dades a Wikidata |
|        | edifici carrer de la Barra 7 - magatxem Monoprix | Perpinyà | edifici de pisos |                                       | carrer de la Barra — 7                                                   | marca «Arquitectura contemporània remarcable» |                                           | Modifica les dades a Wikidata |

## església
| imatge | Nom                                                            | Ubicat a | instància de          | Detalls                                                                                               | coordenades                                                                            | Protecció                                                 | Commons (més fotos)                                                  | Dades a WD                    |
| ------ | -------------------------------------------------------------- | -------- | --------------------- | --- | -------------------------------------------------------------------------------------- | --------------------------------------------------------- | -------------------------------------------------------------------- | ----------------------------- |
|        | El Bon Pastor del Vernet                                       | Perpinyà | església              | | 42° 42′ 48″ N, 2° 53′ 22″ E / 42.71339167°N,2.88936111°E 26.2 msnm                     |                                                           | Église du Bon Pasteur du Vernet                                      | Modifica les dades a Wikidata |
|        | L'Esperit Sant de Perpinyà                                     | Perpinyà | església              | | 42° 43′ 11″ N, 2° 53′ 33″ E / 42.71974444°N,2.8926°E 25.9 msnm                         |                                                           | Église de l'Esprit-Saint de Perpignan                                | Modifica les dades a Wikidata |
|        | Mare de Déu de l'Esperança del Puig                            | Perpinyà | església              | | 42° 41′ 55″ N, 2° 54′ 09″ E / 42.69864722°N,2.90241667°E 47.5 msnm                     |                                                           |                                                                      | Modifica les dades a Wikidata |
|        | Mare de Déu del Bon Socors de Perpinyà                         | Perpinyà | església              | | 42° 41′ 30″ N, 2° 53′ 05″ E / 42.69165556°N,2.88461667°E 34.2 msnm                     |                                                           | Église Notre-Dame-du-Bon-Secours de Perpignan                        | Modifica les dades a Wikidata |
|        | Sant Aciscle de Perpinyà                                       | Perpinyà | església              | | 42° 42′ 27″ N, 2° 53′ 24″ E / 42.70750833°N,2.88994722°E 27.6 msnm                     |                                                           |                                                                      | Modifica les dades a Wikidata |
|        | Sant Cristòfol del Vernet                                      | Perpinyà | església Ús: església | Estil: arquitectura romànica Anomenat per: Sant Cristòfor de Lícia Dedicat a: Sant Cristòfor de Lícia | 42° 43′ 16″ N, 2° 53′ 08″ E / 42.72103063788214°N,2.8854463933495795°E 32.7 msnm       |                                                           | Église Saint-Christophe du Vernet                                    | Modifica les dades a Wikidata |
|        | Sant Cristòfol del Vernet                                      | Perpinyà | església              | | 42° 43′ 15″ N, 2° 53′ 08″ E / 42.72082222°N,2.88546111°E 33.1 msnm                     |                                                           | Nouvelle église Saint-Christophe du Vernet                           | Modifica les dades a Wikidata |
|        | Sant Espiridió de Perpinyà                                     | Perpinyà | església              | | 42° 42′ 21″ N, 2° 52′ 41″ E / 42.70589722°N,2.87805833°E 30.5 msnm                     |                                                           | Église du Saint-Esprit de Perpignan                                  | Modifica les dades a Wikidata |
|        | Sant Esteve d'Orla                                             | Perpinyà | església Ús: església | Estil: arquitectura romànica Dedicat a: Esteve màrtir                                                 | 42° 40′ 42″ N, 2° 51′ 06″ E / 42.6783°N,2.85157°E                                      | monument històric inventariat                             | Église Saint-Étienne d'Orla                                          | Modifica les dades a Wikidata |
|        | Sant Francesc d'Assís del Vernet                               | Perpinyà | església              | Dedicat a: Francesc d'Assís                                                                           | 42° 42′ 27″ N, 2° 53′ 24″ E / 42.70750833°N,2.88994722°E 27.6 msnm                     |                                                           | Église Saint-François-d'Assise du Vernet                             | Modifica les dades a Wikidata |
|        | Sant Galdric de Perpinyà                                       | Perpinyà | església              | | 42° 41′ 33″ N, 2° 54′ 52″ E / 42.6925673°N,2.9143642°E 41 msnm                         |                                                           | Église Saint-Galderic de Perpignan                                   | Modifica les dades a Wikidata |
|        | Sant Joan Pau II del Parc Ducup                                | Perpinyà | església              | | 42° 41′ 12″ N, 2° 50′ 19″ E / 42.686639°N,2.838647°E 52.9 msnm                         |                                                           | Église Saint-Jean-Paul-II du Parc Ducup                              | Modifica les dades a Wikidata |
|        | Sant Joan el Vell de Perpinyà                                  | Perpinyà | església              | Estil: art preromànic                                                                                 | 42° 42′ 02″ N, 2° 53′ 50″ E / 42.7006°N,2.89724°E 30.4 msnm                            | monument històric inventariat monument històric catalogat | Église Saint-Jean le Vieux de Perpignan                              | Modifica les dades a Wikidata |
|        | Sant Josep de Perpinyà                                         | Perpinyà | església              | | 42° 41′ 50″ N, 2° 52′ 55″ E / 42.697349°N,2.881823°E 33.1 msnm                         |                                                           | Église Saint-Joseph-de-la-Gare de Perpignan                          | Modifica les dades a Wikidata |
|        | Sant Lluís Gonzaga de Perpinyà                                 | Perpinyà | església              | Dedicat a: Lluís Gonzaga                                                                              | 42° 43′ 02″ N, 2° 52′ 42″ E / 42.71721944°N,2.87845278°E 30.8 msnm                     |                                                           | Chapelle Saint-Louis-de-Gonzague de Perpignan                        | Modifica les dades a Wikidata |
|        | Sant Martí de Perpinyà                                         | Perpinyà | església              | | 42° 41′ 30″ N, 2° 53′ 04″ E / 42.6918°N,2.8845°E 34.2 msnm                             |                                                           | Église Saint-Martin de Perpignan                                     | Modifica les dades a Wikidata |
|        | Sant Pau del Molí de Vent                                      | Perpinyà | església              | | 42° 41′ 01″ N, 2° 54′ 18″ E / 42.68348333°N,2.90496667°E 52.9 msnm                     |                                                           | Église Saint-Paul du moulin à vent                                   | Modifica les dades a Wikidata |
|        | Sant Pere i Sant Pau de Perpinyà                               | Perpinyà | església              | | 42° 40′ 55″ N, 2° 54′ 35″ E / 42.68192222°N,2.90974444°E 40.8 msnm                     |                                                           |                                                                      | Modifica les dades a Wikidata |
|        | Sant Vicenç de Bajoles                                         | Perpinyà | església              | Estat: ruïnós                                                                                         | 42° 42′ 38″ N, 2° 56′ 44″ E / 42.710467°N,2.945627°E                                   |                                                           |                                                                      | Modifica les dades a Wikidata |
|        | Sant Vicenç de Paül de Perpinyà                                | Perpinyà | església              | Dedicat a: Vicenç de Paül                                                                             | 42° 40′ 03″ N, 2° 52′ 54″ E / 42.667603°N,2.881744°E 59.1 msnm                         |                                                           | Église Saint-Vincent-de-Paul de Perpignan                            | Modifica les dades a Wikidata |
|        | Santa Caterina de Perpinyà                                     | Perpinyà | església              | | 42° 41′ 49″ N, 2° 53′ 41″ E / 42.696975°N,2.8947527777778°E 32.2 msnm                  |                                                           | Chapelle Saint-Antoine de Perpignan                                  | Modifica les dades a Wikidata |
|        | Santa Creu del Palau dels Reis de Mallorca                     | Perpinyà | església              | | 42° 41′ 38″ N, 2° 53′ 46″ E / 42.693967°N,2.896°E 62.8 msnm                            |                                                           | Chapelle Sainte-Croix du palais des rois de Majorque                 | Modifica les dades a Wikidata |
|        | Santa Maria de Malloles                                        | Perpinyà | església              | Estat: enderrocat o destruït                                                                          | 42° 41′ 08″ N, 2° 52′ 45″ E / 42.685458°N,2.879258°E Malloles                          |                                                           |                                                                      | Modifica les dades a Wikidata |
|        | Santa Maria de la Real                                         | Perpinyà | església              | Llarg: 61m Ample: 22m                                                                                 | 42° 41′ 48″ N, 2° 53′ 51″ E / 42.6968°N,2.8974°E 39.75 msnm                            | monument històric catalogat                               | Église de la Réal                                                    | Modifica les dades a Wikidata |
|        | Santa Maria de la Victòria de Perpinyà                         | Perpinyà | església              | | 42° 41′ 58″ N, 2° 54′ 01″ E / 42.699497°N,2.900172°E 41.2 msnm                         |                                                           | Chapelle Sainte-Marie-de-la-Victoire de Perpignan                    | Modifica les dades a Wikidata |
|        | Santa Maria del Mont Carmel de Perpinyà                        | Perpinyà | església convent      | Estil: arquitectura gòtica Anomenat per: mont Carmel Dedicat a: Verge Maria                           | 42° 41′ 47″ N, 2° 54′ 02″ E / 42.696494444444°N,2.9005027777778°E 44.1 msnm            | monument històric catalogat                               | Église des Carmes (Perpignan)                                        | Modifica les dades a Wikidata |
|        | Santa Maria dels Àngels de Perpinyà                            | Perpinyà | església              | | 42° 41′ 47″ N, 2° 53′ 28″ E / 42.6963°N,2.891°E fr:40, rue Maréchal-Foch 31 msnm       | monument històric catalogat                               | Chapel Notre-Dame-des-Anges (Perpignan)                              | Modifica les dades a Wikidata |
|        | Santa Maria i Sant Pere de Castell Rosselló                    | Perpinyà | església Ús: església | Estil: arquitectura romànica Anomenat per: Sant Pere                                                  | 42° 42′ 39″ N, 2° 56′ 48″ E / 42.7109°N,2.94657°E fr:Traverse de la Chapelle 44.2 msnm | monument històric inventariat                             | Église Sainte-Marie-et-Saint-Pierre de Château-Roussillon            | Modifica les dades a Wikidata |
|        | Santa Mònica de Perpinyà                                       | Perpinyà | església              | Estat: enderrocat o destruït                                                                          | 42° 41′ 54″ N, 2° 53′ 39″ E / 42.698466666667°N,2.8942805555556°E 31 msnm              |                                                           |                                                                      | Modifica les dades a Wikidata |
|        | Santa Teresa del Nen Jesús de Perpinyà                         | Perpinyà | església              | Dedicat a: Teresa de Lisieux                                                                          | 42° 41′ 37″ N, 2° 53′ 57″ E / 42.69354722°N,2.89928333°E 53.7 msnm                     |                                                           | Église Sainte-Thérèse-de-Lisieux de Perpignan                        | Modifica les dades a Wikidata |
|        | església Adventista del Setè Dia de Perpinyà                   | Perpinyà | església              | | 42° 43′ 04″ N, 2° 53′ 59″ E / 42.717732°N,2.899618°E                                   |                                                           | Église adventiste du septième jour de Perpignan                      | Modifica les dades a Wikidata |
|        | església Evangèlica ADD de Perpinyà                            | Perpinyà | església              | | 42° 41′ 48″ N, 2° 53′ 19″ E / 42.69674444°N,2.88850556°E 31.9 msnm                     |                                                           | Église évangélique de Perpignan                                      | Modifica les dades a Wikidata |
|        | església de Jesucrist dels Sants dels Darrers Dies de Perpinyà | Perpinyà | església              | | 42° 41′ 26″ N, 2° 54′ 07″ E / 42.690541°N,2.902077°E 46.3 msnm                         |                                                           | Église de Jésus-Christ et des Saints des Derniers Jours de Perpignan | Modifica les dades a Wikidata |
|        | església de Sant Jaume de Perpinyà                             | Perpinyà | església Ús: església | Estil: arquitectura gòtica Anomenat per: Jaume el Major                                               | 42° 41′ 55″ N, 2° 54′ 10″ E / 42.6985°N,2.90264°E 47.3 msnm                            | monument històric catalogat                               | Église Saint-Jacques de Perpignan                                    | Modifica les dades a Wikidata |
|        | església de Sant Mateu                                         | Perpinyà | església              | Estil: art gòtic Anomenat per: Mateu apòstol                                                          | 42° 41′ 48″ N, 2° 53′ 35″ E / 42.6966°N,2.893°E fr:rue Grande-la-Monnaie 31 msnm       | monument històric inventariat                             | Église Saint-Mathieu de Perpignan                                    | Modifica les dades a Wikidata |

## església protestant
| imatge | Nom                          | Ubicat a | instància de        | Detalls | coordenades                                                        | Protecció | Commons (més fotos)          | Dades a WD                    |
| ------ | ---------------------------- | -------- | ------------------- | ------- | ------------------------------------------------------------------ | --------- | ---------------------------- | ----------------------------- |
|        | Església Reformada de França | Perpinyà | església protestant | 1876    | 42° 41′ 24″ N, 2° 54′ 05″ E / 42.68994444°N,2.90126389°E 49.6 msnm |           | Église réformée de Perpignan | Modifica les dades a Wikidata |
|        | Vell Temple                  | Perpinyà | església protestant |         | 42° 41′ 54″ N, 2° 53′ 50″ E / 42.698214°N,2.897204°E               |           |                              | Modifica les dades a Wikidata |

## estació de ferrocarril
| imatge | Nom                 | Ubicat a | instància de           | Detalls | coordenades | Protecció | Commons (més fotos)     | Dades a WD                    |
| ------ | ------------------- | -------- | ---------------------- | ------- | --- | --------- | ----------------------- | ----------------------------- |
|        | Estació de Perpinyà | Perpinyà | estació de ferrocarril |         | 42° 41′ 47″ N, 2° 52′ 47″ E / 42.696261111111°N,2.8797333333333°E fr:1 place Salvador Dalí, 66000 Perpignan 37 msnm |           | Perpignan train station | Modifica les dades a Wikidata |
|        | Perpignan-Vernet    | Perpinyà | estació de ferrocarril |         | 42° 43′ 21″ N, 2° 53′ 13″ E / 42.722388°N,2.886828°E                                                                |           |                         | Modifica les dades a Wikidata |

## hôtel particulier
| imatge | Nom                       | Ubicat a | instància de      | Detalls                                                         | coordenades                                                                                                 | Protecció                                                 | Commons (més fotos)   | Dades a WD                    |
| ------ | ------------------------- | -------- | ----------------- | --------------------------------------------------------------- | --- | --------------------------------------------------------- | --------------------- | ----------------------------- |
|        | Casa Pams                 | Perpinyà | hôtel particulier | Arquitecte: Léopold Carlier Anomenat per: Juli Pams i Vallarino | 42° 41′ 52″ N, 2° 53′ 54″ E / 42.6979°N,2.8983°E fr:18, rue Émile-Zola 34.8 msnm                            | monument històric catalogat monument històric inventariat | Hôtel Pams            | Modifica les dades a Wikidata |
|        | Casa al carrer del Teatre | Perpinyà | hôtel particulier |                                                                 | 42° 41′ 54″ N, 2° 53′ 47″ E / 42.69833333333333°N,2.8963888888888887°E fr:7 rue du Théâtre, 66000 Perpignan | monument històric catalogat                               | Hôtel de Senesterra   | Modifica les dades a Wikidata |
|        | Hotel Saint Antoine       | Perpinyà | hôtel particulier |                                                                 | 42° 42′ 00″ N, 2° 53′ 52″ E / 42.6999°N,2.8977°E fr:11, rue de la Révolution-Française                      | monument històric inventariat                             | Hôtel Saint-Antoine   | Modifica les dades a Wikidata |
|        | Hôtel Drancourt           | Perpinyà | hôtel particulier | Arquitecte: Viggo Dorph-Petersen 1899                           | avinguda del General de Gaulle — 21                                                                         |                                                           | Hôtel Drancourt       | Modifica les dades a Wikidata |
|        | Hôtel Holtzer             | Perpinyà | hôtel particulier | 1872                                                            | 42° 41′ 53″ N, 2° 53′ 54″ E / 42.69800194°N,2.89846472°E fr:16 rue Émile Zola                               |                                                           |                       | Modifica les dades a Wikidata |
|        | Hôtel Pams-Bouvier        | Perpinyà | hôtel particulier | Arquitecte: Viggo Dorph-Petersen 1908                           | fr:39 quai Sébastien Vauban                                                                                 |                                                           | Hôtel Pams Bouvier    | Modifica les dades a Wikidata |
|        | Hôtel de bienfaisance     | Perpinyà | hôtel particulier | Arquitecte: Viggo Dorph-Petersen                                | fr:7 rue Justin Bardou-Job                                                                                  |                                                           | Hôtel de Bienfaisance | Modifica les dades a Wikidata |

## memorial de guerra
| imatge | Nom                             | Ubicat a | instància de       | Detalls                                         | coordenades | Protecció                                                                                         | Commons (més fotos)    | Dades a WD                    |
| ------ | ------------------------------- | -------- | ------------------ | ----------------------------------------------- | --- | ------------------------------------------------------------------------------------------------- | ---------------------- | ----------------------------- |
|        | memorial als morts de 1870-1871 | Perpinyà | memorial de guerra | Creador: Jean-Baptiste Belloc 1895 Alt: 1090cm  | 42° 41′ 56″ N, 2° 54′ 17″ E / 42.69880555555556°N,2.9048194444444446°E Perpinyà                                 | Objecte inclòs en l'Inventari general del patrimoni cultural (IGPC)                               |                        | Modifica les dades a Wikidata |
|        | monument als morts de Perpinyà  | Perpinyà | memorial de guerra | Creador: Gustau Violet 1924 Ample: 23m Alt: 11m | 42° 42′ 09″ N, 2° 53′ 54″ E / 42.70245°N,2.898422222222222°E fr:esplanade du Souvenir fr:Promenade des platanes | monument històric inventariat Objecte inclòs en l'Inventari general del patrimoni cultural (IGPC) | Perpignan War Memorial | Modifica les dades a Wikidata |

## obra escultòrica
| imatge | Nom                                    | Ubicat a | instància de                     | Detalls                                             | coordenades                                                                             | Protecció                                                           | Commons (més fotos)                                 | Dades a WD                    |
| ------ | -------------------------------------- | -------- | -------------------------------- | --------------------------------------------------- | --------------------------------------------------------------------------------------- | ------------------------------------------------------------------- | --------------------------------------------------- | ----------------------------- |
|        | Harmonies                              | Perpinyà | obra escultòrica                 | Creador: Charles Raphaël Peyre 1903 Alt: 345cm      | 42° 42′ 07″ N, 2° 54′ 06″ E / 42.70194444444444°N,2.901666666666667°E plaça Bir Hakeim  | Objecte inclòs en l'Inventari general del patrimoni cultural (IGPC) | Harmonies by Raphaël-Charles Peyre                  | Modifica les dades a Wikidata |
|        | L'Estiu sense braç                     | Perpinyà | obra escultòrica                 | Creador: Aristides Maillol 1911                     | 42° 42′ 09″ N, 2° 53′ 47″ E / 42.7024°N,2.89636°E                                       |                                                                     | L'Été sans bras - Aristide Maillol                  | Modifica les dades a Wikidata |
|        | La Caritat                             | Perpinyà | obra escultòrica grup escultòric | Creador: Raimon Sudre 1910 Ample: 700cm Alt: 550cm  | 42° 43′ 27″ N, 2° 53′ 19″ E / 42.72423333333333°N,2.88855°E fr:Parking de l'Hôpital     | Objecte inclòs en l'Inventari general del patrimoni cultural (IGPC) |                                                     | Modifica les dades a Wikidata |
|        | La primavera i Bacus                   | Perpinyà | obra escultòrica font            | Creador: Jean-Baptiste Belloc 1899                  | 42° 42′ 08″ N, 2° 54′ 02″ E / 42.702102777777775°N,2.900638888888889°E plaça Bir Hakeim | Objecte inclòs en l'Inventari general del patrimoni cultural (IGPC) | Le printemps et Bacchus by Jean-Baptiste Belloc     | Modifica les dades a Wikidata |
|        | Le Méprisé by Célestin Manalt          | Perpinyà | obra escultòrica                 | Creador: Celestí Manalt 1904 Ample: 70cm Alt: 255cm | 42° 42′ 06″ N, 2° 54′ 02″ E / 42.70160833333333°N,2.9006444444444446°E plaça Bir Hakeim | Objecte inclòs en l'Inventari general del patrimoni cultural (IGPC) | Le Méprisé by Célestin Manalt                       | Modifica les dades a Wikidata |
|        | Vella portant un farcell               | Perpinyà | obra escultòrica                 | Creador: Celestí Manalt 1913                        | 42° 42′ 06″ N, 2° 54′ 06″ E / 42.701708333333336°N,2.901780555555556°E plaça Bir Hakeim | Objecte inclòs en l'Inventari general del patrimoni cultural (IGPC) | Vieille femme portant un fardeau by Célestin Manalt | Modifica les dades a Wikidata |
|        | Vendangeur au repos by Raymonde Maldès | Perpinyà | obra escultòrica                 | Creador: Raymonde Maldès 1936                       | 42° 42′ 07″ N, 2° 54′ 05″ E / 42.70203611111111°N,2.901361111111111°E plaça Bir Hakeim  | Objecte inclòs en l'Inventari general del patrimoni cultural (IGPC) | Vendangeur au repos by Raymonde Maldès              | Modifica les dades a Wikidata |

## pintura mural
| imatge | Nom                                                                     | Ubicat a | instància de        | Detalls | coordenades                 | Protecció                   | Commons (més fotos) | Dades a WD                    |
| ------ | ----------------------------------------------------------------------- | -------- | ------------------- | ------- | --------------------------- | --------------------------- | ------------------- | ----------------------------- |
|        | pintures monumentals de la capella alta del palau dels reis de Mallorca | Perpinyà | pintura mural mural |         | Palau dels Reis de Mallorca | monument històric catalogat |                     | Modifica les dades a Wikidata |
|        | pintures monumentals de la capella alta del palau dels reis de Mallorca | Perpinyà | pintura mural mural |         | Palau dels Reis de Mallorca | monument històric catalogat |                     | Modifica les dades a Wikidata |

## plaça
| imatge | Nom                    | Ubicat a | instància de | Detalls                                | coordenades                                                            | Protecció | Commons (més fotos)                | Dades a WD                    |
| ------ | ---------------------- | -------- | ------------ | -------------------------------------- | ---------------------------------------------------------------------- | --------- | ---------------------------------- | ----------------------------- |
|        | Plaça de Catalunya     | Perpinyà | plaça        |                                        | 42° 41′ 53″ N, 2° 53′ 16″ E / 42.698055555555555°N,2.887777777777778°E |           |                                    | Modifica les dades a Wikidata |
|        | plaça Aragó            | Perpinyà | plaça        | Anomenat per: Francesc Aragó i Roig    | 42° 41′ 54″ N, 2° 53′ 32″ E / 42.69842°N,2.89231°E                     |           | Place Arago (Perpignan)            | Modifica les dades a Wikidata |
|        | plaça Jean Jaurès      | Perpinyà | plaça        | Anomenat per: Jean Jaurès              | 42° 41′ 57″ N, 2° 53′ 38″ E / 42.699027777778°N,2.89375°E              |           |                                    | Modifica les dades a Wikidata |
|        | plaça Rigau            | Perpinyà | plaça        | Anomenat per: Jacint Rigau-Ros i Serra | 42° 41′ 53″ N, 2° 53′ 50″ E / 42.69808888888889°N,2.897202777777778°E  |           | Place Hyacinthe Rigaud (Perpignan) | Modifica les dades a Wikidata |
|        | plaça de Jean Moulin   | Perpinyà | plaça        |                                        | 42° 41′ 48″ N, 2° 53′ 57″ E / 42.69657°N,2.89925°E                     |           | Place Jean Moulin (Perpignan)      | Modifica les dades a Wikidata |
|        | plaça de Léon Gambetta | Perpinyà | plaça        | Anomenat per: Léon Gambetta            | 42° 42′ 01″ N, 2° 53′ 46″ E / 42.70015°N,2.89611°E                     |           | Place Léon Gambetta (Perpignan)    | Modifica les dades a Wikidata |
|        | plaça de la Llotja     | Perpinyà | plaça        | Anomenat per: Llotja de Perpinyà       | 42° 41′ 59″ N, 2° 53′ 41″ E / 42.69972222222222°N,2.894747222222222°E  |           | Place de la Loge (Perpignan)       | Modifica les dades a Wikidata |
|        | plaça de la República  | Perpinyà | plaça        | Anomenat per: república                | 42° 41′ 55″ N, 2° 53′ 43″ E / 42.698495°N,2.895293°E                   |           | Place de la République (Perpignan) | Modifica les dades a Wikidata |

## poble
| imatge | Nom                          | Ubicat a                   | instància de | Detalls | coordenades                                                    | Protecció | Commons (més fotos) | Dades a WD                    |
| ------ | ---------------------------- | -------------------------- | ------------ | ------- | -------------------------------------------------------------- | --------- | ------------------- | ----------------------------- |
|        | Orla                         | Perpinyà                   | poble        |         | 42° 40′ 28″ N, 2° 50′ 58″ E / 42.674342°N,2.849461°E 49.5 msnm |           |                     | Modifica les dades a Wikidata |
|        | Vilarnau (Canet de Rosselló) | Canet de Rosselló Perpinyà | poble        |         | 42° 42′ 42″ N, 2° 58′ 20″ E / 42.711545°N,2.972124°E 16.6 msnm |           |                     | Modifica les dades a Wikidata |

## tomba
| imatge | Nom                                 | Ubicat a | instància de | Detalls | coordenades          | Protecció                   | Commons (més fotos) | Dades a WD                    |
| ------ | ----------------------------------- | -------- | ------------ | ------- | -------------------- | --------------------------- | ------------------- | ----------------------------- |
|        | làpida de Berenguer de Palma        | Perpinyà | tomba        |         | Catedral de Perpinyà | monument històric catalogat |                     | Modifica les dades a Wikidata |
|        | monument funerari d'una desconeguda | Perpinyà | tomba        |         | Catedral de Perpinyà | monument històric catalogat |                     | Modifica les dades a Wikidata |
|        | monument funerari de Bernard Arrès  | Perpinyà | tomba        |         | Catedral de Perpinyà | monument històric catalogat |                     | Modifica les dades a Wikidata |
|        | monument funerari de G. Jorda       | Perpinyà | tomba        |         | Catedral de Perpinyà | monument històric catalogat |                     | Modifica les dades a Wikidata |

## Misc
| imatge | Nom                                                                                | Ubicat a                         | instància de                                                | Detalls                                                                        | coordenades | Protecció                                                           | Commons (més fotos)                                          | Dades a WD                    |
| ------ | ---------------------------------------------------------------------------------- | -------------------------------- | ----------------------------------------------------------- | ------------------------------------------------------------------------------ | --- | ------------------------------------------------------------------- | ------------------------------------------------------------ | ----------------------------- |
|        | Aeroport de Perpinyà-Ribesaltes                                                    | Perpinyà Paretstortes Ribesaltes | aeroport Ús: aviació civil aviació comercial                | Anomenat per: Perpinyà Ribesaltes                                              | 42° 44′ 26″ N, 2° 52′ 14″ E / 42.740555555556°N,2.8705555555556°E 144 44 msnm                                                       |                                                                     | Perpignan - Rivesaltes Airport                               | Modifica les dades a Wikidata |
|        | Antic magatzem Aux Dames de France                                                 | Perpinyà                         | gran magatzem edifici                                       | Arquitecte: Georges Debrie Estil: arquitectura modernista 1905                 | 42° 41′ 55″ N, 2° 53′ 18″ E / 42.69855°N,2.88845°E fr:place de Catalogne                                                            | monument històric inventariat                                       | Aux Dames de France (Perpignan)                              | Modifica les dades a Wikidata |
|        | Antiga cantina d'oficials de Perpinyà                                              | Perpinyà                         | cantina edifici                                             |                                                                                | 42° 42′ 01″ N, 2° 53′ 38″ E / 42.70033°N,2.893945°E 28 msnm                                                                         |                                                                     | Mess des Officiers (Perpignan)                               | Modifica les dades a Wikidata |
|        | Campo Santo i capella de Sant Joan Baptista                                        | Perpinyà                         | grup                                                        |                                                                                | 42° 41′ 59″ N, 2° 53′ 57″ E / 42.699638888889°N,2.8992222222222°E                                                                   | monument històric catalogat                                         | Chapelle Saint-Jean-l'Évangéliste de Perpignan               | Modifica les dades a Wikidata |
|        | Castellet                                                                          | Perpinyà                         | fortificació                                                | Llarg: 31m Ample: 31m Alt: 29.2m                                               | 42° 42′ 02″ N, 2° 53′ 38″ E / 42.700555555556°N,2.8938888888889°E 30 msnm                                                           | monument històric catalogat                                         | Castillet                                                    | Modifica les dades a Wikidata |
|        | Catedral de Perpinyà                                                               | Perpinyà                         | catedral catòlica basílica menor Ús: església               | Estil: arquitectura gòtica 1324 Llarg: 80m Ample: 18m Dedicat a: Joan Baptista | 42° 42′ 02″ N, 2° 53′ 49″ E / 42.700555555556°N,2.8969444444444°E 30.3 msnm                                                         | monument històric catalogat                                         | Cathédrale Saint-Jean-Baptiste de Perpignan                  | Modifica les dades a Wikidata |
|        | Château du Parc Ducup                                                              | Perpinyà                         | château                                                     | Arquitecte: Viggo Dorph-Petersen 1892                                          | 42° 41′ 14″ N, 2° 50′ 21″ E / 42.687083333333334°N,2.839166666666667°E                                                              |                                                                     | Château du Parc Ducup                                        | Modifica les dades a Wikidata |
|        | Ciutadella de Perpinyà                                                             | Perpinyà                         | ciutadella                                                  |                                                                                | 42° 41′ 38″ N, 2° 53′ 48″ E / 42.69388611°N,2.89659167°E ca:Sud de la vila vella 57.7 msnm                                          |                                                                     | Citadel of Perpignan                                         | Modifica les dades a Wikidata |
|        | Estadi Gilbert Brutus                                                              | Perpinyà                         | estadi de rugbi a 13 instal·lació esportiva                 | 1962 Anomenat per: Gilbert Brutus                                              | 42° 43′ 23″ N, 2° 53′ 07″ E / 42.72297°N,2.88521°E fr:AVENUE DE L'AERODROME PERPIGNAN 66000 Perpignan                               |                                                                     | Stade Gilbert Brutus                                         | Modifica les dades a Wikidata |
|        | Fort del Serrat d'en Vaquer                                                        | Perpinyà                         | fort                                                        |                                                                                | serrat d'en Vaquer |                                                                     |                                                              | Modifica les dades a Wikidata |
|        | Ganganell                                                                          | Perpinyà                         | canal                                                       |                                                                                | 42° 40′ 33″ N, 2° 51′ 46″ E / 42.675736111111°N,2.8627916666667°E 42° 41′ 47″ N, 2° 53′ 13″ E / 42.696452777778°N,2.8869083333333°E |                                                                     |                                                              | Modifica les dades a Wikidata |
|        | Gran mesquita de Perpinyà                                                          | Perpinyà                         | mesquita                                                    | 2006-12-08                                                                     | 42° 43′ 48″ N, 2° 52′ 53″ E / 42.729867°N,2.881457°E                                                                                |                                                                     |                                                              | Modifica les dades a Wikidata |
|        | Llotja de Perpinyà                                                                 | Perpinyà                         | llotja                                                      | Estil: arquitectura gòtica 1540                                                | 42° 41′ 59″ N, 2° 53′ 42″ E / 42.6997°N,2.8949°E 30.2 msnm                                                                          | monument històric catalogat                                         | Loge de mer (Perpignan)                                      | Modifica les dades a Wikidata |
|        | Mas Delfau                                                                         | Perpinyà                         | mas                                                         |                                                                                | 42° 39′ 33″ N, 2° 54′ 43″ E / 42.65919°N,2.911822°E                                                                                 |                                                                     | Mas Delfau                                                   | Modifica les dades a Wikidata |
|        | Palau de Congressos de Perpinyà                                                    | Perpinyà                         | centre de convencions centre artístic                       |                                                                                | 42° 42′ 11″ N, 2° 53′ 58″ E / 42.70297°N,2.89936°E fr:place Armand Lanoux, 66000 Perpignan                                          |                                                                     |                                                              | Modifica les dades a Wikidata |
|        | Parròquia de Sant Pere i Sant Pau de Perpinyà                                      | Perpinyà                         | parròquia eclesiàstica                                      |                                                                                | 42° 42′ 03″ N, 2° 53′ 57″ E / 42.7008°N,2.89913°E                                                                                   |                                                                     |                                                              | Modifica les dades a Wikidata |
|        | Pedra dels carrers Font de na Pincarda i Foy (Perpinyà)                            | Perpinyà                         | paret                                                       |                                                                                | 42° 41′ 57″ N, 2° 53′ 53″ E / 42.699055555556°N,2.8980555555556°E fr:rue Fontaine-de-Na-Pincarda                                    | monument històric inventariat                                       | Inlaid stone in font de na Pincarda                          | Modifica les dades a Wikidata |
|        | Presbiteri de la catedral de Sant Joan Baptista de Perpinyà                        | Perpinyà                         | rectoria                                                    | Arquitecte: François-Léon Benouville 1899 Estat: enderrocat o destruït         | 42° 42′ 01″ N, 2° 53′ 48″ E / 42.700222222222°N,2.89675°E fr:1 rue de l'Horloge 66000 Perpignan                                     |                                                                     | Presbytère de la Cathédrale Saint-Jean-Baptiste de Perpignan | Modifica les dades a Wikidata |
|        | Ruscino                                                                            | Perpinyà                         | ciutat antiga                                               |                                                                                | 42° 42′ 30″ N, 2° 56′ 44″ E / 42.708463888888886°N,2.9455583333333335°E                                                             | monument històric inventariat                                       | Ruscino                                                      | Modifica les dades a Wikidata |
|        | Sant Carles Internacioinal                                                         | Perpinyà                         | polígon industrial infraestructura de transport             |                                                                                | 42° 41′ 02″ N, 2° 50′ 43″ E / 42.68395°N,2.845249°E                                                                                 |                                                                     |                                                              | Modifica les dades a Wikidata |
|        | Teatre Municipal de Perpinyà                                                       | Perpinyà                         | teatre                                                      | 1812                                                                           | 42° 41′ 54″ N, 2° 53′ 45″ E / 42.698361111111°N,2.8958055555556°E fr:Place de la République 66000 Perpignan                         |                                                                     | Théâtre Municipal (Perpignan)                                | Modifica les dades a Wikidata |
|        | Tet                                                                                | Pirineus Orientals               | riu                                                         | Desemboca: mar Mediterrània Llarg: 115.8km Conca: 1369km²                      | 42° 42′ 48″ N, 3° 02′ 23″ E / 42.713333333333°N,3.0397222222222°E                                                                   |                                                                     | Têt                                                          | Modifica les dades a Wikidata |
|        | Torre de Castellrosselló                                                           | Perpinyà                         | torrassa                                                    |                                                                                | 42° 42′ 40″ N, 2° 56′ 48″ E / 42.7112°N,2.9466°E fr:chemin de la Tour-de-Château-Roussillon                                         | monument històric inventariat                                       | Tour de Château-Roussillon                                   | Modifica les dades a Wikidata |
|        | Vila fortificada de Perpinyà                                                       | Perpinyà                         | vila closa                                                  |                                                                                | 42° 41′ 57″ N, 2° 53′ 43″ E / 42.699248°N,2.895284°E 30.7 msnm                                                                      |                                                                     |                                                              | Modifica les dades a Wikidata |
|        | Villa des Tilleuls                                                                 | Perpinyà                         | vil·la                                                      | Arquitecte: Viggo Dorph-Petersen 1907                                          | fr:42 avenue de Grande-Bretagne |                                                                     |                                                              | Modifica les dades a Wikidata |
|        | antic palau episcopal de Perpinyà                                                  | Perpinyà                         | palau episcopal                                             |                                                                                | |                                                                     | Ancien évêché de Perpignan                                   | Modifica les dades a Wikidata |
|        | aqüeducte de les Arcades                                                           | Perpinyà                         | aqüeducte                                                   | Llarg: 300m Ample: 4.6m Alt: 13m                                               | 42° 40′ 31″ N, 2° 53′ 12″ E / 42.675277777778°N,2.8866666666667°E                                                                   | monument històric catalogat                                         | Aqueduc des arcades                                          | Modifica les dades a Wikidata |
|        | centre penitenciari de Perpinyà                                                    | Perpinyà                         | centre penitenciari                                         | 1987                                                                           | 42° 40′ 34″ N, 2° 51′ 41″ E / 42.676072°N,2.861465°E fr:chemin de Maillole BP 945 66945 PERPIGNAN CEDEX                             |                                                                     |                                                              | Modifica les dades a Wikidata |
|        | edifici antic de la Universitat de Perpinyà                                        | Perpinyà                         | edifici escolar                                             |                                                                                | 42° 41′ 53″ N, 2° 53′ 58″ E / 42.698055555556°N,2.8994444444444°E fr:1, rue du Musée 33.8 msnm                                      | monument històric catalogat                                         | Ancienne Université de Perpignan                             | Modifica les dades a Wikidata |
|        | estació meteorològica de Perpinyà                                                  | Perpinyà                         | estació meteorològica                                       |                                                                                | 42° 44′ 14″ N, 2° 52′ 22″ E / 42.737167°N,2.872833°E 42 msnm                                                                        |                                                                     |                                                              | Modifica les dades a Wikidata |
|        | estadi Aimé Giral                                                                  | Perpinyà                         | estadi de rugbi estadi de rugbi a 13 instal·lació esportiva | Estil: arquitectura modernista 1940 Anomenat per: Aimé Giral                   | 42° 42′ 56″ N, 2° 53′ 24″ E / 42.71549°N,2.88997°E fr:ALLEE AIME GIRAL PERPIGNAN 66000 Perpignan                                    |                                                                     | Stade Aimé-Giral                                             | Modifica les dades a Wikidata |
|        | estadi Jean Laffon                                                                 | Perpinyà                         | estadi instal·lació esportiva                               |                                                                                | 42° 41′ 14″ N, 2° 52′ 34″ E / 42.68732°N,2.87622°E fr:AVENUE PAUL DEJEAN PERPIGNAN 66000 Perpignan                                  |                                                                     |                                                              | Modifica les dades a Wikidata |
|        | estàtua de Francesc Aragó                                                          | Perpinyà                         | escultura monumental                                        | Creador: Antonin Mercié 1879-09-21 Dedicat a: Francesc Aragó i Roig            | 42° 41′ 55″ N, 2° 53′ 33″ E / 42.69875°N,2.8924444444444°E fr:Place Arago                                                           | Objecte inclòs en l'Inventari general del patrimoni cultural (IGPC) | Statue de François Arago à Perpignan                         | Modifica les dades a Wikidata |
|        | jardí de la Miranda                                                                | Perpinyà                         | jardí jardí públic                                          |                                                                                | 42° 41′ 54″ N, 2° 54′ 12″ E / 42.69845240260633°N,2.9033784696591587°E                                                              |                                                                     | Jardin de la Miranda (Perpignan)                             | Modifica les dades a Wikidata |
|        | monestir de Sant Joan el Vell                                                      | Perpinyà                         | monestir                                                    |                                                                                | |                                                                     |                                                              | Modifica les dades a Wikidata |
|        | observatori astronòmic de Perpinyà                                                 | Perpinyà                         | observatori astronòmic                                      |                                                                                | 42° 42′ 01″ N, 2° 54′ 07″ E / 42.700402°N,2.9019°E                                                                                  |                                                                     |                                                              | Modifica les dades a Wikidata |
|        | parc de Sant Vicenç                                                                | Perpinyà                         | parc                                                        | Superfície: 10ha                                                               | 42° 41′ 30″ N, 2° 54′ 59″ E / 42.69166666666667°N,2.916388888888889°E                                                               |                                                                     |                                                              | Modifica les dades a Wikidata |
|        | peatge de Perpinyà Sud                                                             | Perpinyà                         | barrera de peatge                                           |                                                                                | 42° 40′ 00″ N, 2° 51′ 33″ E / 42.6667471°N,2.8590489°E                                                                              |                                                                     |                                                              | Modifica les dades a Wikidata |
|        | plafons pintats medievals al carrer de l'Anguila, 4                                | Perpinyà                         | sostre pintat                                               |                                                                                | 42° 41′ 58″ N, 2° 53′ 55″ E / 42.69948647123986°N,2.8985759759743197°E                                                              |                                                                     |                                                              | Modifica les dades a Wikidata |
|        | plaques commemoratives de la primera i la segona pedres de la catedral de Perpinyà | Perpinyà                         | placa commemorativa                                         |                                                                                | Catedral de Perpinyà | monument històric catalogat                                         |                                                              | Modifica les dades a Wikidata |
|        | plaça Bir Hakeim                                                                   | Perpinyà                         | jardí públic jardí                                          | Anomenat per: Batalla de Bir Hakeim                                            | 42° 42′ 08″ N, 2° 54′ 02″ E / 42.70209722222222°N,2.9006166666666666°E                                                              |                                                                     | Square Bir Hakeim (Perpignan)                                | Modifica les dades a Wikidata |
|        | pont ferroviari sobre la Tet                                                       | Perpinyà                         | pont ferroviari                                             | Travessa: Tet Llarg: 179m                                                      | 42° 42′ 01″ N, 2° 52′ 39″ E / 42.7003318°N,2.8775258°E                                                                              |                                                                     |                                                              | Modifica les dades a Wikidata |
|        | recinte firal de Perpinyà                                                          | Perpinyà                         | recinte firal                                               |                                                                                | 42° 42′ 32″ N, 2° 54′ 08″ E / 42.708799°N,2.902186°E                                                                                |                                                                     |                                                              | Modifica les dades a Wikidata |
|        | sector de conservació de Perpinyà                                                  | Perpinyà                         | entitat territorial de geografia humana                     |                                                                                | | sector salvat                                                       |                                                              | Modifica les dades a Wikidata |
|        | serrat d'en Vaquer                                                                 | Perpinyà                         | turó                                                        |                                                                                | 42° 40′ 20″ N, 2° 52′ 42″ E / 42.672158333333336°N,2.8782472222222224°E 92.2 msnm                                                   |                                                                     |                                                              | Modifica les dades a Wikidata |
|        | seu de la prefectura dels Pirineus Orientals                                       | Perpinyà                         | seu de la prefectura Ús: seu de la prefectura               |                                                                                | 42° 41′ 59″ N, 2° 53′ 36″ E / 42.69972222222222°N,2.8933333333333335°E                                                              |                                                                     | Hôtel de préfecture des Pyrénées-Orientales, Perpignan       | Modifica les dades a Wikidata |
|        | sinagoga de Perpinyà                                                               | Perpinyà                         | sinagoga                                                    |                                                                                | 42° 41′ 56″ N, 2° 53′ 39″ E / 42.69888888888889°N,2.8941666666666666°E                                                              |                                                                     |                                                              | Modifica les dades a Wikidata |
|        | subestació del Soler                                                               | Perpinyà                         | subestació elèctrica de tracció                             |                                                                                | 42° 40′ 52″ N, 2° 49′ 19″ E / 42.68119°N,2.82208°E                                                                                  |                                                                     | Soler railway traction substation                            | Modifica les dades a Wikidata |
|        | temple de l’església reformada de Perpinyà                                         | Perpinyà                         | temple església protestant                                  |                                                                                | 42° 41′ 24″ N, 2° 54′ 05″ E / 42.689908°N,2.901298°E                                                                                |                                                                     |                                                              | Modifica les dades a Wikidata |
|        | vèrtex geodèsic austral del Vernet                                                 | Perpinyà                         | estela vèrtex geodèsic                                      | Creador: Pierre Méchain 1795                                                   | 42° 43′ 16″ N, 2° 53′ 10″ E / 42.72118°N,2.88608°E Perpinyà                                                                         |                                                                     |                                                              | Modifica les dades a Wikidata |
|        | xarxa viària de Perpinyà                                                           | Perpinyà                         | xarxa de carreteres                                         |                                                                                | |                                                                     |                                                              | Modifica les dades a Wikidata |